# Parc de la Vieille église d'Helsinki
Le parc de la Vieille église d'Helsinki (en finnois : Vanha kirkkopuisto) est un parc au centre d’Helsinki, la capitale de la Finlande.
Il entoure la Vieille église d'Helsinki.

## Histoire
Le parc entourant l'église était un ancien cimetière bien avant la construction de l’église. On l'appelle Parc de la peste car on enterra dans le cimetière de nombreuses victimes de la peste en 1710 pendant la Grande colère.
Son utilisation comme cimetière fut suspendue avec l’inauguration, en 1829, du cimetière de Hietaniemi.
Cependant quelques victimes de la guerre civile finlandaise et des volontaires de la guerre d'indépendance de l'Estonie y furent enterrées respectivement en 1918 et 1919. Il reste une quarantaine de tombes et monumentsdont le tombeau du commerçant Johan Sederholm.
Depuis 1919 on n'enterre plus dans le cimetière et l'espace est un parc de loisirs entretenu par la ville. L'église est en bordure nord du parc le long de la rue Lönnrotinkatu.

## Galerie

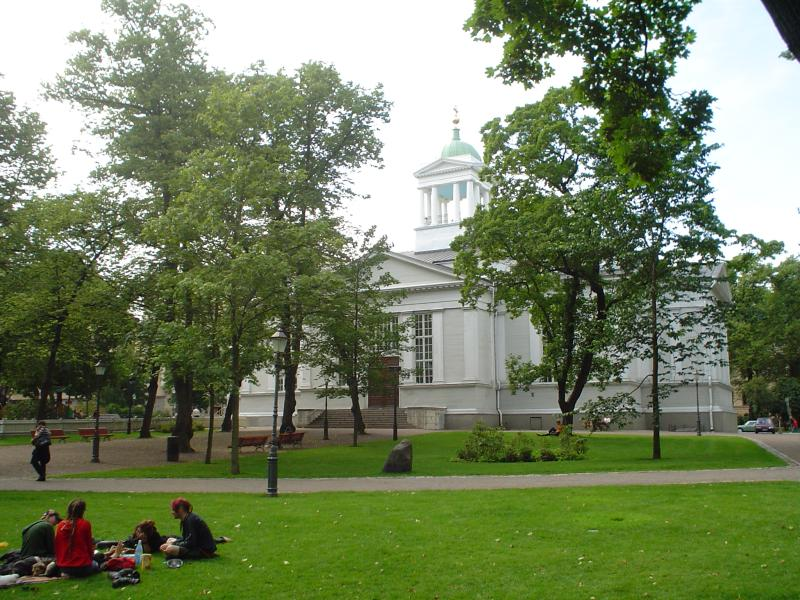
Le Parc de la peste vu de la rue Lönnrotinkatu.
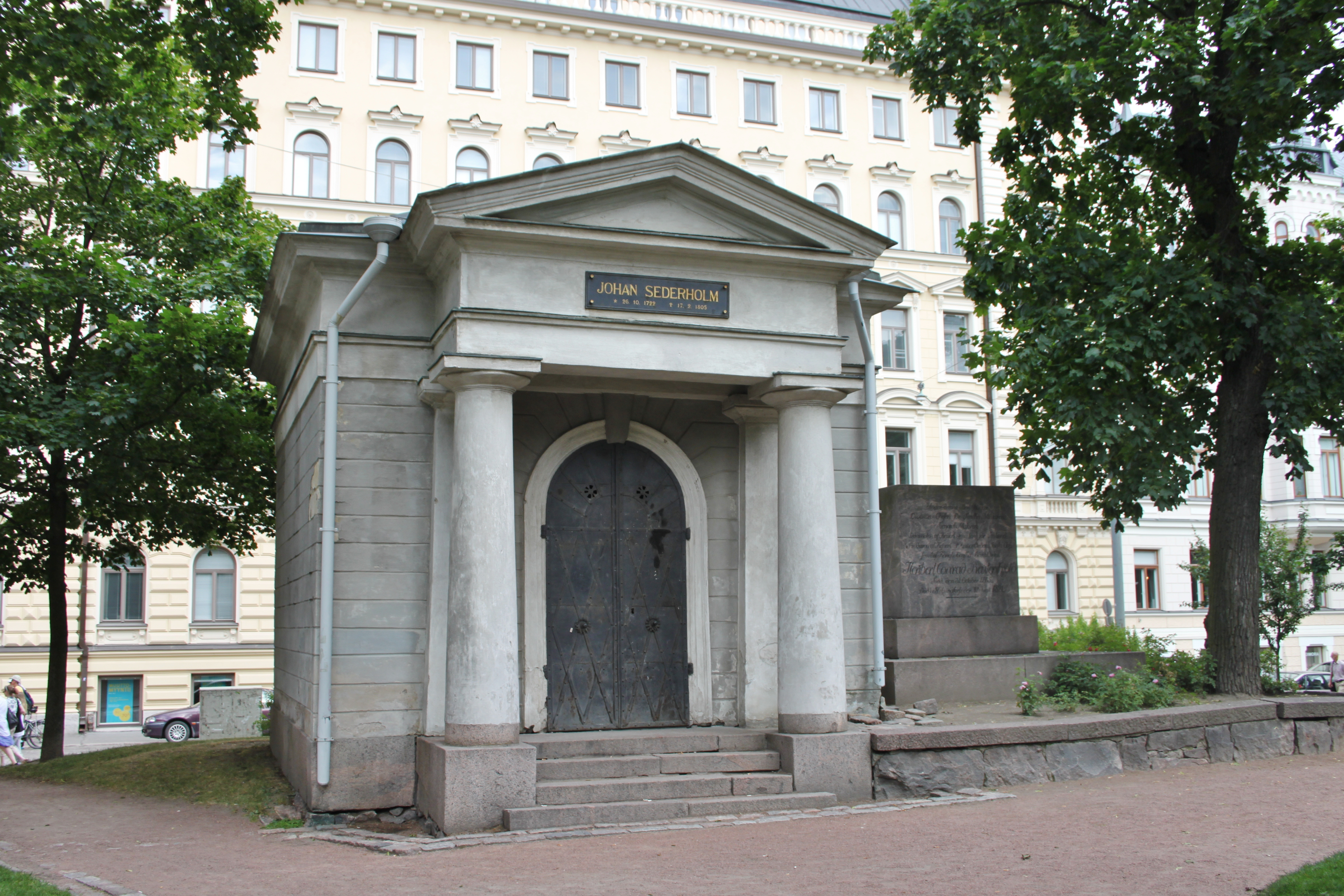
Le tombeau de Johan Sederholm.